# Hela Gewürzwerk Hermann Laue

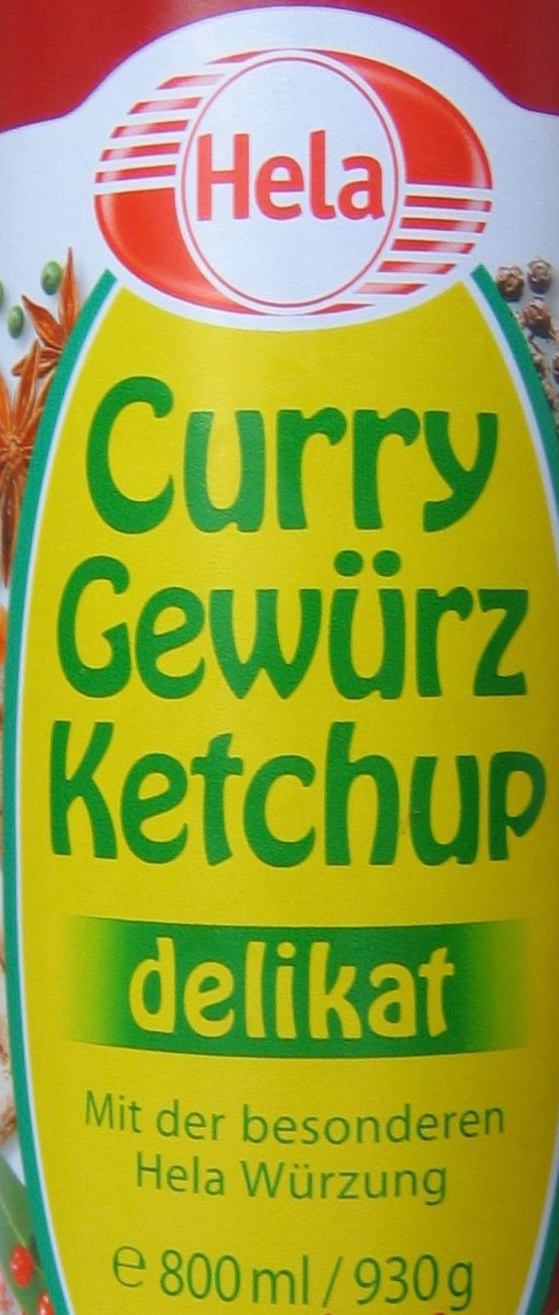
Curry Gewürz Ketchup mit historischem Logo

Die Hela Gewürzwerk Hermann Laue GmbH ist ein in Ahrensburg (Schleswig-Holstein) beheimateter Hersteller von Gewürzketchup und Mischgewürzen.

## Sortiment
Für Wurstsorten hat Hela 1500 verschiedene Mischungen entwickelt. Insgesamt umfasst das Sortiment 3000 Gewürze. Die 370 Mitarbeiter des Hauptwerks stellen rund 30.000 Tonnen Ketchup pro Jahr her.

## Geschichte
Am 24. Juni 1893 gründete Carl Heinrich Rose den Drogerie- und Kräuterhandel „Carl H. Rose & Co.“ im Hamburger Stadtteil Barmbek in der Bachstraße 155. Otto Hermann Laue (* 26. April 1879 in Schafau, † 16. April 1954 Hamburg-Rotherbaum) wurde als Lehrling eingestellt und am 25. November 1904 zum Prokuristen des Unternehmens bestellt. Hermann Laue übernahm das Unternehmen am 13. Mai 1905 und änderte zum 16. August 1906 die Firma in „Hermann Laue“. Kurz nach der Unternehmensübernahme heiratete er am 19. Mai 1906 in Hamburg Pauline Ernestine Hermine Höfig. In diesem Jahr entstand das erste Firmenlogo. Der Zweck des Unternehmens wurde am 26. November mit „Handel mit Gewürzen“ angegeben.
Nach dem Ersten Weltkrieg erteilte die Hamburger „Deputation für Handel, Schifffahrt und Gewerbe“ am 3. Januar 1919 dem Unternehmen Hermann Laue die „Erlaubnis zum Handel mit ganzen und gemahlenen Gewürzen, Gewürzsalzen, Därmen gesalzen, Därmen trocken, Gelatine, Konservierungssalzen und sonstigen für das Schlachtergewerbe in Frage kommenden Waren für das Reichsgebiet“. 1928 wurde das Geschäft Hermann Laues in die Kampstraße 22, im Schanzenviertel in direkte Nähe zum Schlachthof verlegt.
Nach dem Zweiten Weltkrieg nahm Hermann Laue den Betrieb 1946 mit drei Mitarbeitern wieder auf. Seine beiden Söhne Rudolf Hermann Karl (* 15. Mai 1909 in Hamburg) und Kurt Hermann (* 1. August 1914 in Hamburg) traten 1949 in den väterlichen Betrieb ein. Hermann Laue stellte nach und nach weitere Mitarbeiter ein (1951 Mitarbeiterzahl: 17) und begann damit, den Betrieb zu modernisieren und einen Maschinenpark aufzubauen sowie mit einer Außendienstorganisation für das Fleischerhandwerk und die Fleischwarenindustrie. Auch die Absatzausrichtung änderte sich: Im Vordergrund standen nunmehr nicht der Kauf, Verkauf, die Reinigung und Veredelung von Gewürzen, sondern die Einführung von Mischgewürzen (Gewürzmischungen) und Hilfsstoffen für die Fleisch- und Wurstherstellung.
Kurt Laue hatte 1960 die Idee, Portionspäckchen zum Salzen, Süßen und Würzen herzustellen. Abnehmer waren internationale Fluggesellschaften, zunächst die Lufthansa. Das Programm wurde im Laufe der Jahre erweitert und auch auf die Gastronomie ausgedehnt. Das Unternehmen errichtete 1963 Produktionsanlagen zur Herstellung von Gewürz-Ketchup in den Sorten Curry scharf, Schaschlik und Tomate.
Das Unternehmen expandierte in den Folgejahren mit Niederlassungen in Österreich (1976), der Schweiz (1976), Singapur (1978) und Kanada (1980). Im Jahr 1981 wurde eine Coating-Anlage installiert und die Produktion von gecoateten Gewürzen aufgenommen. Bei dieser Herstellungstechnik werden Salze und Gewürze ummantelt, um das Aussaften zu verhindern. Drei Jahre später entwickelte das Unternehmen Würzöle zum Würzen und Marinieren von Fleisch in einem Arbeitsgang.
1987 wurde eine weitere Niederlassung in Frankreich gegründet. Von 1989 bis 1991 wurde der Sitz von Hamburg nach Ahrensburg verlegt. Danach wurde das Sortiment an italienischen, mexikanischen und asiatischen Gewürzmischungen stark ausgebaut. Das Unternehmen beteiligte sich an der Firma Thissen in den Niederlanden. Das Unternehmen expandiert weiter im Ausland. Dazu wurde 1995 zuerst ein Joint-Venture-Unternehmen in Jinan (Volksrepublik China) gegründet und 1999 eine Niederlassung in Peking (Volksrepublik China) etabliert. Das Werk in Jinan wurde am 6. Juni 2004 eröffnet. Ein weiteres Joint-Venture entstand 2000 in Chile. 2008 wurde das neue Technikum in Ahrensburg eingeweiht.